# Гвида, Глория
Глория Гвида (итал. Gloria Guida; род. 19 ноября 1955, Мерано) — итальянская актриса и певица. Пик её карьеры пришёлся на вторую половину 1970-х годов. В этот период Гвида снималась в основном в эротических комедиях или драмах о взрослении.

## Биография
Глория Гвида родилась в городе Мерано в 1955 году, через несколько лет переехала вместе с семьёй в Болонью. До прихода в кино она занималась музыкой, записала несколько песен, имея контракт со звукозаписывающей компанией CBS. Выступая на различных музыкальных фестивалях и дискотеках в 1973 году, Гвида привлекла внимание продюсера, пригласившего её на кастинг к режиссёру Марио Импероли, который подыскивал молодую девушку на главную роль в своём новом фильме. Ради роли в кино Глория отказалась от карьеры певицы, хотя через несколько лет она и возвращалась к музыке.
Гвида исполняла роли девушек из богатой семьи, которых интересуют только веселье и секс, в фильмах «Девушка» и «Несовершеннолетняя». На момент начала съёмок в «Девушке» Глории ещё не было восемнадцати лет, а разрешение на съёмки в откровенных сценах подписывал её отец. В похожем амплуа она предстала перед зрителями в фильме «Лицеистка», сыграв привлекательную старшеклассницу. Образ юной сексуальной блондинки позволил Гвиде стать главной актрисой итальянского эксплуатационного кино 1970-х и альтернативой более зрелым Эдвиж Фенек и Лауре Антонелли.
На съёмках фильма «Заколдованный дом» в 1981 году Гвида познакомилась с актёром и певцом Джонни Дорелли, за которого вскоре вышла замуж и от которого родила дочь Гвендолин. С началом семейной жизни Гвида практически ушла из кино.

## Фильмография

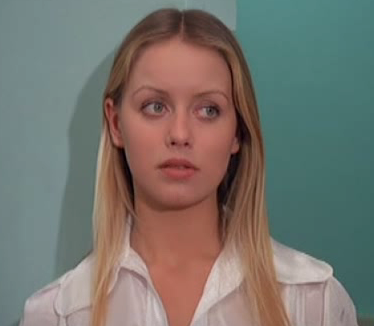
Глория Гвида в фильме «Несовершеннолетняя» (1974).

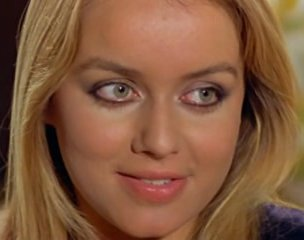
Глория Гвида в фильме «Послушница» (1975)

- 1974 — Девушка / La ragazzina — Моника
- 1974 — Несовершеннолетняя / La minorenne — Валерия Санна
- 1975 — Опасный возраст / Quella età maliziosa — Паола
- 1975 — Голубые джинсы / Blue Jeans — Даниэла Анселми
- 1975 — Послушница / La novizia — Мария
- 1975 — Грехи молодости / Peccati di gioventù — Анджела Бартуччи
- 1975 — Лицеистка / La liceale — Лоредана
- 1976 — Папенькин сынок / Il gatto mammone — Мариетта
- 1976 — Врач… и студентка / Il medico… la studentessa — Клаудия Раселли
- 1976 — Персики / Il solco di pesca — Тонина
- 1976 — Семейный скандал / Scandalo in famiglia — Елена
- 1976 — Помощница по хозяйству / Ragazza alla pari — Доменика Шлуцер
- 1977 — Разыскивается латинский мачо / Maschio latino… cercasi — Джиджия
- 1977 — Orazi e Curiazi 3 — 2
- 1978 — Тайна Бермудского треугольника / Il triangolo delle Bermude — Мишель
- 1978 — Отличница и второгодники / La liceale nella classe dei ripetenti — Анджела
- 1978 — Когда тебе двадцать / Avere vent’anni — Лия
- 1978 — Превосходное преступление / Indagine su un delitto perfetto — Полли
- 1978 — Опрокинутый злой судьбой/ Travolto dagli affetti familiari — Элиана
- 1979 — Хозяйка гостиницы / L’affittacamere — Джорджия Маинарди
- 1979 — Нянька на ночь / L’infermiera di notte — Анджела Делла Торре
- 1979 — Лицеистка соблазняет преподавателей / La liceale seduce i professori — Анджела Манчинелли
- 1979 — Лицеистка, дьявол и святая вода / La liceale, il diavolo e l’acquasanta — Луна
- 1980 — Колючие груши / Fico d’India — Лия Милоцци
- 1981 — Бодрые духи / Bollenti spiriti — Марта
- 1982 — Заколдованный дом / La casa stregata — Кандида
- 1982 — Секс — и охотно / Sesso e volentieri